# Josef Brzuchanski
Josef Brzuchanski ist ein ehemaliger tschechoslowakischer Skispringer.
Brzuchanski sprang mit der Vierschanzentournee 1979/80 sein erstes internationales Turnier und damit am 30. Dezember 1979 auch zugleich sein erstes Springen im Skisprung-Weltcup. Jedoch blieb er bei der Tournee, wie auch im folgenden Jahr 1980/81 erfolglos und beendete die Springen nur auf den hinteren Plätzen. Erst in seinem ersten Springen außerhalb der Tournee, welches zugleich sein letztes Weltcup-Springen war, erreichte er in Chamonix am 26. Februar 1982 den 13. Platz und damit insgesamt drei Weltcup-Punkte. Durch diese drei Punkte belegte er am Ende der Saison den 78. Platz in der Weltcup-Gesamtwertung.